# 甲氧基丁香油酚
甲氧基丁香油酚（化学名：4-烯丙基-2,6-二甲氧基苯酚，4-allyl-2,6-dimethoxyphenol）是一种有机化合物，分子式为C11H14O3，存在于日本莽草（Illicium anisatum）的果皮和叶中、肉豆蔻（Myristica fragrans）的种子中。